# Битка код Соленикове Ватаге
Битка код Соленикове Ватаге последња је велика битка Сељачког рата 1773—1775 (познатијег као Пугачовљев устанак) која се догодила 25. августа 1774. године у близини Чорног Јара. Током битке, трупе потпуковника И. И. Михелсона, нанеле су побуњеницима пораз што је одлучило и судбину Пугачевљевог устанка.

## Увод
И поред великог пораза код Казања, Пугачовљева  војска, се успела обновити  и  нарасла је  на 10 хиљада људи. Међутим, код Чорног Јара је сустижу владине јединице под командом  потпуковника И. И. Михелсона.

## Битка
У зору 25. августа (5. септембра) 1774. Михелсон је наредио ватру из свих расположивих топова  по редовима устаника. Схвативши да нема другог избора, будући да је Михелсон блокирао његовој војсци све путеве ка југу, Јемељан Пугачев је одлучио да прихвати битку. Након што је почело гранатирање његових положаја артиљеријом владиних трупа, Пугачов је наредио да са узврати ватру. Артиљерија, под командом козачког пуковника Фјодора Чумакова, је одмах деловала  из сва 24 расположива  оружја, и ватра је трајала најмање 30 минута. Међутим, Пугачовљеви топови  нису могли да нанесу значајну штету Михелсоновим одредима, јер их је, због сопственог превида, Чумаков  поставио превише напред  према положајима редовних трупа. Положај артиљерије је био такав да су, истовремено, били далеко одмакнути од главних снага побуњеничке војске а тако незаштићени, постали практично беспомоћни против непријатељске коњице и пешадије. Касније, Пугачев је овај превид назвао главним узроком пораза у бици. 
Поред тога, владине трупе биле су заштићене високим тлом, док се напротив, побуњеничка војска, налазила у низини. Приметивши Чумаковљеву велику грешку, Михелсон је наредио својим коњаницима да освоје побуњенички артиљеријски положај, што су ови  лако извели, оставивши побуњенике без све артиљерије само 30-40 минута након почетка битке. Сазнавши за губитак артиљерије, Пугачов је наредио да је по сваку цену поврате од непријатеља. Свесни своје бројчане предности, побуњеници су храбро кренули у фронтални напад на положаје владиних трупа. 
Међутим, након само неколико пуцњева, напад слабо организованих првих редова побуњеника је пропао и, у паници, је започето повлачење. Пугачов је, покушавајући да заустави бег своје војске са бојног поља, успео да окупи неколико одреда и лично их поведе у битку. Међутим, истовремено, Михелсонова коњаница, је лако  осујетила овај очајнички напад и напала је оба бока побуњеника.
Након тога, некад јединствена устаничка војска је разбијена на неколико засебних група, које су убрзо биле опкољене и уништене од стране владиних снага.
Схвативши да је пораз неизбежан, Пугачев је, са око 200 других побуњеника (углавном козака) из своје личне „гарде“, успео да  у последњем тренутку напусте бојно поље и побегне на југоисток, према Волги. Михелсонова пешадија није морала ни да се укључује у борбу.

## Последице
Као резултат битке, Пугачев је поново практично остао без војске. Око 2000 побуњеника је убијено у бици, још 6.000 је заробљено или је дезертирало. Међу погинулим побуњеницима био је и један од најближих Пугачовљевих сарадника, Андреј Овчиников. Губици Михелсонових  одреда у бици су износили 16 погинулих и 74 рањена. И самог Пугачева, који је побегао на Волгу, су убрзо 8. септембра заробили његови суборци и предали га властима.